# سيتوكين محرض على الالتهاب
السيتوكينات المحرضة على الالتهابات (بالإنجليزية: Proinflammatory cytokine)‏ هي نوع من السيتوكين الخلوي الذي يحفز عملية حدوث التهاب والمسؤول عن بدء عملية الالتهاب ويسمى المحطة المناعية الرابعة للخلايا الملتهمة وتقسم هذه السيتوكينات إلى نوعين وهم الإنترلوكين 1(Interleukin 1)  وعامل نخر الورم ألفا (TNF alpha). وعن طريق تشخيص نسبة افراز هذه السيتوكينات وكذلك نشاط الخلايا الملتهمة، يمكن تقدير ما إذا رد فعل الجهاز المناعي طبيعي أو زائد قد يؤدي إلى امراض المناعة الزائدة أو الناقصة.

## العلاج
عند تشخيص نسبة نشاط هذه السيتوكينات توضع إستراتيجية العلاج المناعي التي اما تكون بتهبط الجهاز المناعي أو زيادة ورفع كفائته وذلك يتم عن طريق إعطاء أدوية تسمى أدوية تعديل رد فعل الجهاز المناعي (بالإنجليزية: Immunomodulators)‏